# Vulpes vulpes regalis
Vulpes vulpes regalis es una subespecie de  mamíferos carnívoros  de la familia Canidae.

## Distribución geográfica
Se encuentran en Norteamérica: desde el Canadá septentrional central hasta Nebraska y Misuri.